# Louppy-le-Château
 Louppy-le-Château  là một xã thuộc tỉnh Meuse trong vùng Grand Est đông nam nước Pháp. Xã này nằm ở khu vực có độ cao trung bình 196 mét trên mực nước biển.
Thị trấn nằm ở tả ngạn sông Chée, sông chảy theo hướng tây bắc qua giữa thị trấn.